# WinPT
WinPT (Abk. für Windows Privacy Tray) ist eine Sammlung von kleinen Dienstprogrammen, die unter einem grafischen Frontend für Windows zusammengefasst sind, welches die Arbeit mit GnuPG und damit die Verschlüsselung von Dateien, Texten und E-Mails vereinfacht. GnuPG ist kompatibel mit dem herkömmlichen PGP-Verfahren. Damit ist WinPT für Windows das, was KGpg für KDE und Seahorse für GNOME darstellt.
WinPT steht unter der GNU-GPL zur Verfügung. Die Software gibt es in verschiedenen Variationen, in der Komplettinstallation ist GnuPG bereits enthalten.
Unter der graphischen Benutzeroberfläche von WinPT kann der Benutzer unter anderem:
- Assistengestützt Schlüssel erstellen
- Fremde Schlüssel vom Key Server herunterladen oder direkt importieren
- Alle Schlüssel verwalten
- Daten asymmetrisch oder symmetrisch verschlüsseln und entschlüsseln
- Elektronisch Signieren und fremde Signaturen überprüfen

Die Weiterentwicklung und aktive Betreuung von WinPT wurde zum 1. November 2009 vorübergehend eingestellt. Als Gründe wurden „mangelnde Ressourcen“ angegeben.
Am 20. Januar 2012 wurde jedoch angekündigt, dass die Entwicklung wieder aufgenommen würde. Seither wurden mehrere Beta-Versionen einer Version 1.5 veröffentlicht.